# بتری پارک سیتی
بتری پارک سیتی (به انگلیسی: Battery Park City) یک منطقه مسکونی در ایالات متحده آمریکا است که در منهتن واقع شده‌است. بتری پارک سیتی ۹٬۲۵۲ نفر جمعیت دارد.